# لزلی ژون
لزلی ژون (فرانسوی: Leslie Djhone‎؛ زادهٔ ۱۸ مارس ۱۹۸۱) دونده سرعت اهل فرانسه است.
وی در مسابقات کشوری و بین‌المللی در مجموع برندهٔ ۴ مدال طلا، ۲ مدال برنز شده‌است.